# Iers College (Dowaai)

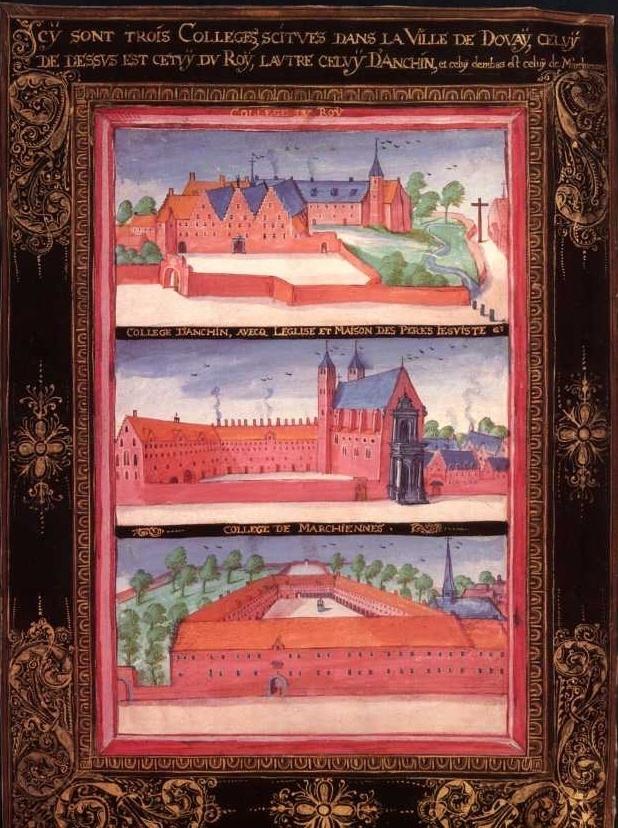
De drie "originele" colleges aan de Universiteit van Dowaai

Het Iers College (Dowaai) was een college en seminarie voor de opleiding van Ierse priesters en was gebaseerd op het Engels College (Dowaai) aan de Universiteit. Het college was opgedragen aan heilige Patricius en werd daarom ook Saint-Patrick's College genoemd.

## Geschiedenis
Het college en seminarie werd in 1603 gesticht door Vader Crusack met de steun van Koning Filips III van Spanje
die het college jaarlijks een toelage zond van 5000 florijnen.
Vader Cusack had enkele jaren eerder geprobeerd een hostel op te zetten om Ierse priesterschap studenten in Dowaai en deze financieel te ondersteunen.
De studie aan de faculteit van Godsdienstwetenschap van de universiteit duurde zes jaar. Dit Ierse seminarie werd door deze faculteit in 1610 op genomen.
Het college profiteerde van de expertise van Engelse geleerden in Dowaai en kon daardaar priesters opleiden die de Ierse taal machtig waren en hierin konden prediken.
In 1667 werd Dowaai veroverd door de Franse  Zonnekoning en werd het college onderworpen aan de Franse wet.
In het midden van de 18e eeuw werd het college weer zelfstandig tot het werd gesloten in 1793 en geconfisqueerd door de Eerste Franse Republiek, wegens de Napoleontische oorlogen met het Koninkrijk Ierland en haar opvolger het Verenigd Koninkrijk van Groot-Brittannië en Ierland. In 1802 werd het college teruggegeven aan  de Katholieke Kerk in Ierland, omdat het Koninkrijk Ierland als onafhankelijke entiteit niet meer bestond en Frankrijk en Ierland niet met elkaar in oorlog waren.

## Mensen verbonden aan het Iers College in Dowaai
Oprichter Vader Cusack diende als hoofd van het college tot aan zijn dood in 1619. Vader Crusack werd hij opgevolgd d zijn neef; Laurens Sedgrave , Sedgrave diende tot 1633 en was eerder als onderrector was geweest. Sedgrave werd op gevolgd door Lukas Bellew uit Galway die eerder aan het college studeerde. Hij werd opgevolgd door Bisschop Edward Dillon, voordat deze  terugkeerde naar Ierland  om bisschop van Tuam te worden.
Allumni:
- Bisschop Nicholaas Joseph, bisschop van Kilmacduagh en Kilfenora
- Vader Lucas Bellew, diende als voorzitter van het College
- Bisschop Edward Dillon, aartsbisschop van Tuam, en eerder bisschop van Kilmacduagh en Kilfenora
- Doctor. Patrick Fleming, hoogleraar theologie, Leuven en eerste rector van het Franciscaanse Iers College (Praag): hij was de neef van Christopher Cusack.
- Bisschop Heber MacMahon, bisschop van Clogher
- Bisschop Daniël O'Reilly, bisschop van Clogher, was ook rector van het Iers College (Antwerpen),  tussen 1732 en 1747.
- Bisschop Edmund O'Reilly, aartsbisschop van Armagh, begon zijn studie in Dowaai
- Bisschop Patrick Plunkett, Bisschop van Ardagh en Bisschop van Meath